# Гней Манлий Вулзон
Вижте пояснителната страница за други личности с името Гней Манлий Вулзон.
Гней (Гай) Манлий Вулзон (на латински: Gnaeus (Gaius) Manlius Vulso) e политик на Римската република през 4 век пр.н.е. Произлиза от клон Вулзон на патрицииската фамилия Манлии.
През 379 пр.н.е. той е консулски военен трибун с още седем колеги.